# Локоття (заказник)
Локоття — загальнозоологічний заказник місцевого значення. Об'єкт розташований на території Маневицького району Волинської області на північ від с. Серхів у долині р. Веселуха.
Площа — 144 га, статус отриманий у 1993 році. Перебуває у користуванні ДП «Маневицьке ЛГ», Галузійське лісництво, кв. 56, вид. 1–23 (56,4 га) та Прилісненської сільської ради (87,6 га).
Охороняється ділянка заболоченого вільхово-березового лісу, де у підліску зростає крушина ламка, верба козяча, а у трав'яному покриві -  осока, калюжниця болотяна, дзьобонасінник білий, журавлина, сфагнум. У заказнику знаходиться  озеро Локоття площею 3,7 га, на узбережжі якого ростуть осоки гостра та пухирчаста, очерет звичайний. 
Тут мешкають лось, сарна європейська, свиня дика, борсук європейський, куниця лісова. Трапляється рідкісний вид – лелека чорний, занесений до Червоної книги України та міжнародних природоохоронних списків.